# Віленська білоруська гімназія
54°40′31″ пн. ш. 25°17′15″ сх. д. / 54.675273° пн. ш. 25.28755° сх. д.
Віленська білоруська гімназія (1919–1944) — одна з перших білоруських середніх шкіл, яка виховала багатьох лідерів національного руху Білорусі.

## Історія
Організована 1 лютого 1919 року Іваном Луцькевичем як приватна гімназія. Дозвіл на заснування гімназії дали німці в кінці 1918 і підтвердила литовська влада — напередодні зайняття міста Червоною армією на початку січня 1919 року. Регулярні заняття в школі почалися 1 лютого 1919. Гімназія розташовувалася в «Базиліанських стінах», найбільшому білоруському осередку у Вільнюсі. Гімназія була 8-класним навчальним закладом гуманістичного типу. Білоруською спочатку викладалися всі предмети тільки в підготовчому, першому й другому класах, старшокласники вчилися російською (виняток становили білоруська література, історія та географія Білорусі). Поступово гімназія стала національним навчальним закладом, з 1924 всі дисципліни викладалися білоруською. На початку існування гімназії разом з нею діяв притулок для дітей-сиріт, заснований О. А. Станкевичем, учительські курси.
Гімназія працювала, незважаючи на перешкоди з боку польських і радянських властей, кілька разів міняла приміщення, юридичний та освітній статус. Гуртожиток білоруської гімназії в 2 половині 1930-х перебував у триповерховому будинку на вул. Великій (Didzioji g., 30) поряд з костелом Св. Казимира. За Maironio g., 4 (колишня вул. Св. Анни) була їдальня для учнів білоруської гімназії. Православні учні гімназії з кінця 1920-х слухали проповіді білоруською в церкві Св. Параскеви, або П'ятницькій (Didzioji g., 2).
У гімназії діяли учнівські гуртки, духовий оркестр, хор, бібліотека, видавалися друковані та рукописні журнали.
У 1937–1939 білоруська гімназія розташовувалася в будівлі (зруйнованій під час війни) навпроти храму Святого Духа на вул. Домініканській (Dominikonu g.), що належав державній польській гімназії імені Юліуша Словацького (з 1932 білоруський навчальний заклад був її філією, у 1939–1941 — мала статус прогімназії, потім неповної середньої школи).
Діяла до червня 1944 року, була закрита більшовицькою владою.
Віленська білоруська гімназія була освітньою установою високого рівня, тому там, крім білорусів, вчилися і євреї, і поляки, росіяни і кілька латишів. Наступником традицій Віленської білоруської гімназії є білоруська середня школа імені Ф. Скорини у Вільнюсі, відкрита зусиллями вільнюських білорусів у кін. XX століття.
З учнів гімназії складалася Білоруська драматична майстерня.

## Деякі співробітники
- Олехнович Франтішек[1]

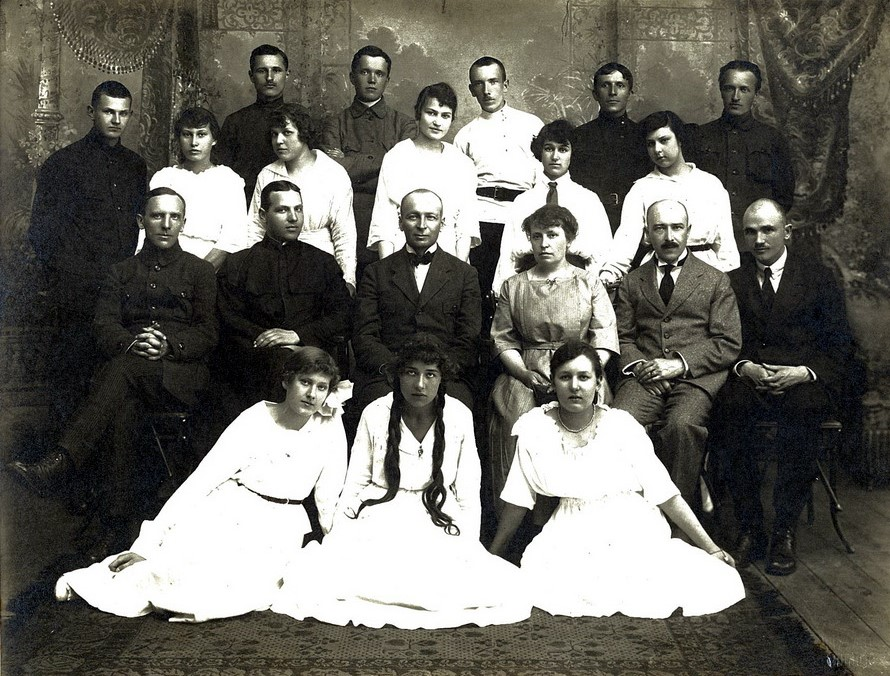
Група другого випуску гімназії. Перша справа у другому ряду — Наталя Арсенева. 1921

- АНЦУКЕВІЧ Микола, вчитель, директор
- Островська Антоніна[2][nb 3], викладала «ручну працю»[2]
- Островський Радослав[2], директор (1924—1936, з перервою, викладав математику, фізику і космографію
- Богданович В'ячеслав[3], вчитель математики
- БОРИСОГЛІБСЬКИЙ Леонід, учитель фізики
- БЕНЦЛЕБЕН (БАНЦЛЕБЕН) Наталія[2][4], вчителька німецької мови
- Беер[2], керував хором
- ВІСЛОВХ (ВІСЛАВХ) Северин[2], викладав історію Польщі
- Витан-Дубейковскій Юліана, вчителька німецької мови (1919-22)
- Вишневський[3]
- Горецька (Чернявська) Леоніла[2][5], вчителька білоруської мови
- Горецький Максим
- ГЛУХІВСЬКИЙ
- ГЛЯКОВСЬКІ Станіслав, вчитель Закону Божого (1933-39)
- Гриневич Антон[2], учитель співу
- Гришкевич Франтішек, директор (1941-44)
- Дворчаниа Гнат[2], учитель білоруської літератури
- Дичковський Я.[2], викладав православний Закон Божий
- Дроздович Йосип
- Дубицький[2], вів додаткові математичні курси і підготовчі курси до складання на атестат («Матура»)
- Диліс Павло [6], викладав кальвіністам Закон Божий
- Жук-Гришкевич Вінсент[2], вчитель історії
- ЗАМОРИН Михайло[2][3][7], учитель білоруського, російського мов, географії та гімнастики
- Згірський А.[8], учитель співу
- Зенькович В.[9]
- ІЛЛЯШЕВИЧ Микола[2], викладав пропедевтику філософії
- ІЛЛЯШЕВІЧ Федір, учитель білоруської мови
- КАЛИНІВСЬКИЙ[2], вчитель польської мови, після Швахловіча
- КОРОЛЬ Симон [10]
- КАСІНСЬКА Габріель
- Котович Іван[2], учитель природознавства в перших класах
- Кахановіч Михайло, голова педагогічної ради (1918), директор (1919—1922)
- КИТ Борис, вчитель (1931—1939), директор (1939)
- КОВШ Олександр[2], вчитель православного Закону Божого
- Красінський Н.[2][9], інспектор гімназії
- Красковський[3], учитель історії
- КШЕМЕНЕВА[2], вчителька польської мови, після Олександрович
- Луцкевич Антон[2], учитель білоруської мови
- Луцкевич Іван, учитель білорусознавства і краєзнавства
- Лукашевич В.[2], викладав православний Закон Божий
- Лукашевич [6], секретар гімназії
- Мороз Ольга [10], офіціантка і прибиральниця
- Мартінчік Микола[2][11], викладав хімію і анатомію
- Микулина Фаїна[3], викладач загальної історії
- МИХАЛЕВИЧ Олександр[2][12], учитель латинської та німецької мов, директор
- Неканда-ТРЕПКА Антон[2], директор (1922-23, 1928-30), викладав фізику з 1920
- ПАВЛОВИЧ Сергій[2], вчитель православного Закону Божого, директор (1925—1928)[13]
- ПЛІС Михайло[2], вчитель православного Закону Божого (1919—1923)
- Рак-Михайлівський Симон, учитель (1920 -?)
- Ральцевич Костянтин[2], вчитель математики
- РУСАК Ольга[14], вчителька німецької мови (НБГ, з 1934)
- Русецька Люба[2], викладала «науки про речі»[2]
- РЕШАЦЬ Йосип, учитель Закону Божого
- САВИЦЬКИЙ Іван[2], вчитель історії в перших класах
- Савінський[3], вчитель математики
- Соколова-ЛЕКАНТ Олена[2][15], учитель білоруської мови (1919—1944)
- Сосновська Ніна[2], вчителька малювання
- Синявський Микола[2], вчитель математики
- СТАНКЕВИЧ Адам[2], о., Учитель католицького Закону Божого (1919—1944[2])
- Толочко Владислав[3], о., Учитель католицького Закону Божого
- Тарашкевич Броніслав,  'директор'  (1921—1922)
- ШВАХЛОВИЧ[2], вчитель польської мови
- ШНАРКЕВІЧ Йосип[2][16], керував хором
- Ширма Григорій[2], учитель співу і вихователь в гуртожитку
- Щасний Петро[17]
- Родичка Павло, викладач малювання (1920-ті)

## Деякі учні
- Арсеньєва Наталя[18]
- Арень Слава[19]
- Островський Г.
- Бобрович Леон
- Бакач Петро[20]
- Белокоз Віра[21]
- Будько Ірена[22]
- Будько Людвіка[23]
- Будько Чеслав
- Биховець Аркадій[24]
- ВАСИЛЕВИЧ Чеслав[25]
- Василевський Микола[18]
- Васильок М.[8]
- Витушка Міхал (вип. 1930)
- ВОЙТИК (ЛУЦКЕВИЧ) Галина
- Гаврилович Кіра
- Галяк Леонід[2] (вип. 1930)
- Грузд Василь[26]
- Гришкевич Франтішек[27] (вип. 1926)
- Дворчанин Гнат[18] (екстерн. 1921)
- Диліс Арнольд[3][28]
- Диліс АВГЕН[3]
- Диліс Павло[3]
- Жамойтіна Людмила (вип. 1937)[29]
- Жук-Гришкевич Вінсент (вип. 1922)
- ЖИТВЕВИЧ Олександр (Шура)
- Залкинд Емма[3]
- Іверс Анатоль (Місско Іван)[30] (1926—1928)
- ІЛЛЯШЕВІЧ Микола (вип. 1923)
- ІЛЛЯШЕВІЧ Федір
- Кабак Антон[24]
- КАВЕРДА Борис
- Каллаур Вл.[9]
- Каліцький Йосип
- Колодки Олександр (1926—1927)
- КОРОЛЬ Всеволод[31] (вип. 1936)
- Карпюк Анна
- Косяк Іван[32]
- Косяк Костянтин[24][33]
- КАТКОВІЧ Анеля
- Климович Адольф[18]
- Корж В.[28]
- КОВШ Святослав (вип. 1934)
- Краків Ольга[34]
- Куба[2]
- Луцкевич Леон[35]
- Луцкевич Юрій (Юрка)
- Мороз Ольга[34]
- Мартинович (СПОРИК) Леоніла[34]
- Матвєєва Тетяна[3]
- Міско Якуб[36] (1925—1928)
- МИХАЛЕВИЧ Галя[2][37]
- МИХАЛЕВИЧ Наталія[2][37]
- Меделка Герек[38]
- Меделка Чесь[39]
- Найдзюка Чеслав
- Найдзюка Йосип [Уточнити!]
- ПАДАБЕД Раїса[24]
- ПАДАГЕЛЬ
- Потапович Іван (вип. 1931 г.)
- Павлов Костянтин[14] (7 кл., 1935)[nb 4]
- Павлов Леон[14] (7 кл., 1935)[nb 4]
- Пецюкевіч Мар'ян (Маріан)[18]
- ПРАХАРОВІЧ Ніна
- ПРОХОРОВ А.[8] (8 кл., 1922)[nb 5]
- Петровський[24][nb 6]
- Радюк П.[8]
- РУСАК (Станкевич) Мирослава
- Ридлевський Леон
- Соколов Анатолій[2][40]
- Сакович Юліан
- Сологуб Алесь[8] (вип. 1927 г.)
- Скурко Євген (Максим Танк)
- Семашкевич Р.[18]
- Сидорович В.[18]
- СКУРЧАНКА Марія[41][nb 7]
- СТАНКЕВИЧ Ян (вип. 1921 роки)
- СТАНКЕВИЧ Ярослав
- СТАПОВІЧ (Степовіч) Бернард[42]
- Сенкевич Олексій [Уточнити!]
- Тарас Ніна (вип. 1936)
- Тарасюк Юрка
- Тавлай Валентин
- Тумаш Вітовт
- Урбанович Йосип[8]
- Хонявко Чеслав
- Хворет Іван[43][nb 8] (вип. 1927 р.)
- Шавель Володимир[44]
- ШАНТИРЬ Антон
- Шестаков Євгенія (Женя)[45] (вип. 1939 г.)
- Швед Галина
- Шостак Віра[46]
- ШУТОВІЧ Ян[18] (вип. 1924)
- Шидловський Олександр (з 1921)
- ЯНЕЛЬ Кузьма

## Уточнення
1. ↑  Перші білоруські школи у Вільно відкрилися ще в 1915, під час Першої світової війни.
2. ↑  Єдина повна середня школа в Литві з білоруською мовою навчання, в 2005 році в школі близько 170 учнів, і близько 40 вчителів, директор — Галина Сівалава.
3. ↑  Дружина Р. Островського
4. 1 2  Один з ініціаторів в 1935 створення дружини скаутів в ВБГ.
5. ↑  Ініціатор створення в 1922 1 дружини скаутів в ВБГ.
6. ↑  Брат Яна Петровського
7. ↑  Одна з перших абітурієнток.
8. ↑  Пізніше танцюрист хору Р. Ширми